# Eurydinotomorpha sichotana
Eurydinotomorpha sichotana is een vliesvleugelig insect uit de familie Pteromalidae. De wetenschappelijke naam is voor het eerst geldig gepubliceerd in 1986 door Dzhanokmen.